# Лудвиг (Етрурия)
Вижте пояснителната страница за други личности с името Лудвиг.
Лудвиг Бурбон-Пармски (на италиански: Ludovico (Luigi) I di Borbone-Parma, * 5 август 1773, Пиаченца, † 27 май 1803, Флоренция) от фамилията Бурбон-Парма, е от 1801 до 1803 г. първият крал на новообразуваното Кралство Етрурия.

## Биография
Той е син на херцог Фердинанд I от Парма (1751 − 1802) и съпругата му ерцхерцогиня Мария Амалия Австрийска (1746 − 1804), дъщеря на австрийската императрица Мария Терезия и Франц I Стефан от Лотарингия.
Император Наполеон I назначава през 1801 г. пармския наследствен принц Лудвиг I за „крал на Етрурия“.
Погребан е в пантеона на инфантите в манастир „Сан Лоренцо де ел Ескориал“ в Испания.

## Фамилия
Лудвиг се жени на 25 август 1795 г. в Мадрид за едва 13-годишната инфанта Мария Луиза Испанска (1782 – 1824), дъщеря на крал Карл IV от Испания и съпругата му принцеса Мария Луиза Бурбон-Пармска, дъщеря на херцог Филип и съпругата му принцеса Луиза Елизабет Френска. Те имат децата:
- Карл II Лудвиг (1799−1883), крал на Етрурия

∞ 1820 принцеса Мария Терезия от Сардиния-Пиемонт (1803−1879)
- Мария Луиза Карлота (1802 – 1857)

∞ 1825 г. принц Максимилиан Саксонски (1759 – 1838)
∞ граф Фердинанд от Роси († 1854)
∞ граф Джовани от Вимеркати († 1861)

## Галерия
- Крал Лудвиг I и фамилията му (1801)
- Крал Лудвиг I, съпругата му и синът му Карл II Лудвиг
- Гробът на крал Лудвиг